# Saint-Calais
Saint-Calais é uma comuna francesa na região administrativa do País do Loire, no departamento de Sarthe. Estende-se por uma área de 22.76 km². Em 2010 a comuna tinha 3 440 habitantes (densidade: 151,1 hab./km²).